# Facundo Pumpido
Facundo Pumpido (Olivos, Buenos Aires, Argentina; 21 de octubre de 1988) es un futbolista argentino juega de delantero en Deportivo Municipal de la Liga 2 de Perú.

## Vida privada
Se considera hincha de River Plate, y lleva el escudo de este equipo en la pierna izquierda

Es hijo de Nelson Pumpido, quien es ayudante de campo, y sobrino de Nery Pumpido.

## Trayectoria
Pumpido no realizó una carrera en las divisiones inferiores de ningún club, debido a que dedicó su tiempo a los estudios en la escuela La Salle del barrio de Florida (Vicente López)
Debutó en el Club Atlético Tigre de la Primera División de Argentina frente a Colón en 2008. 
Pasó en 2009 al Club Sportivo Independiente Rivadavia de la Primera B Nacional, segunda división del fútbol argentino. No tuvo demasiada continuidad por lo que emigró en 2010 a Huracán de Tres Arroyos del Torneo Argentino A, tercera categoría.
En enero de 201] fichó para el Club Atlético Acassuso de la Primera B, tercera división del fútbol argentino. Se mantuvo hasta 2014 en dicha institución. En su primera temporada disputó 30 partidos y marcó 4 goles. En su segunda temporada jugó 32 partidos y convirtió 3 goles. Mientras que en su último semestre disputó 21 partidos y marcó 6 goles. Resumiendo, 13 goles en 83 partidos jugados en sus dos años y medio.
Fichó a préstamo por un año a principios de 2015 al Club Atlético San Martín de San Juan, de la Primera División de Argentina donde comenzó siendo suplente. Ante la lesión del delantero titular Carlos Bueno frente a Boca Juniors, comenzó a ser titular. Disputó 14 partidos y marcó 3 goles en todo el campeonato, uno de ellos a River Plate.
Al finalizar el préstamo con San Martín, volvió a Acassuso, que lo cedió nuevamente debido a su contrato tan alto en lo económico.
En enero de 2016 firmó hasta junio con el Real Racing Club de Santander con opción de quedarse un año más de contrato en caso de ascenso del club. Debutó el 31 de enero en el partido Logroñés-Racing con resultado de 1-1. Al no lograr el ascenso, volvió a su país en condición de libre.
Firmó a préstamo por un año en el Club Atlético Nueva Chicago de la Primera B Nacional. Disputó 25 partidos y marcó 4 goles.
Tras un paso por Deportivo Morón en el año 2018 disputando la Primera B Nacional, inició el 2019 como flamante incorporación del Club Social y Atlético Guillermo Brown de la misma división.
En el 2024 se salvó del descenso en la penúltima fecha, logrando mantener al Club San Martin en la Liga 2.

## Clubes
| Club                    | País      | Año       |
| ----------------------- | --------- | --------- |
| Tigre                   | Argentina | 2008-2009 |
| Independiente Rivadavia | Argentina | 2009-2010 |
| Huracán (TA)            | Argentina | 2010-2011 |
| Avaí                    | Brasil    | 2011      |
| Acassuso                | Argentina | 2012-2014 |
| San Martín (SJ)         | Argentina | 2015      |
| Racing de Santander     | España    | 2016      |
| Nueva Chicago           | Argentina | 2016-2017 |
| Brown de Adrogué        | Argentina | 2017      |
| Deportivo Morón         | Argentina | 2018      |
| Guillermo Brown         | Argentina | 2018-2020 |
| Comunicaciones          | Argentina | 2020      |
| Temperley               | Argentina | 2021-2022 |
| Deportivo Merlo         | Argentina | 2023      |
| Deportivo Municipal     | Perú      | 2024 -    |